# Irshad-Pass
Irshad-Pass, oder auch Irschad-Unwin-Pass genannt, ist ein Hochgebirgspass mit einer Scheitelhöhe von 4977 m über Meereshöhe. 
Der Pass bildet eine Verbindung dem pakistanischen Sonderterritorium Gilgit-Baltistan (die früheren Northern Areas) mit dem Wachankorridor in Afghanistan. Der Pass ermöglicht die Querung des Chapursan-Tals zum Hunzatal in Gojal im Gilgit-Distrikt.
Dieser Pass kann nicht befahren werden und die Überquerung von einem Tal zum anderen erfordert zu Pferd drei Tage Zeit. Den Pass überqueren jährlich 60 Konvois von Lastenträgern, meistens Kirgisen. Der Irshad-Pass wurde von Philippe Valéry in seinem Buch à pied jusqu'en Chine erwähnt.